# Doupovcové z Doupova
Doupovcové z Doupova (německy Duppauer von Tuppau) byli starý český vladycký rod, odvozující původ od zaniklého města a hradu Doupov.

## Historie
Doupovcové za svého předka považovali Jiřího, syna Zdanova, který byl kastelánem v Žatci. Padl v roce 1116 v bojích s Uhry. Není jisté, zda k rodu patřil Beneš připomínaný v letech 1281–1289, po němž Doupovcové zdědili nějaký majetek. Prvním jistým členem rodu byl Bedřich z Doupova uváděný okolo roku 1295. Další zmínky pocházejí až ze 14. a 15. století, kdy se rodina rozrostla a část rodu se usídlila na Moravě. Česká větev držela Žlutice, Libědice, Valeč, Okounov a Doupov. Bohuslav Doupovec stál na Zikmundově straně, proslul krutostí v bojí, císař mu za vojenskou pomoc daroval vesnice u Kutné Hory, Bohuslav však roku 1421 padl do rukou husitů, kteří jej v Berouně upálili. Roku 1620 byl jejich majetek zkonfiskován, velká část rodu emigrovala do zahraničí a část zůstala doma. Doupovcové v některých oblastech vymřeli v průběhu 17. století. Pouze potomci Viléma z Doupova se přestěhovali do Saska, začali si říkat Tuppauer von Tuppau a vymřeli až koncem 18. století.

## Sídla
V průběhu dějin se vyskytují jeho příslušníci jak v západních Čechách, tak v Praze, dále v Moravském Slezsku nebo na střední Moravě. Doupovcové vystupovali jako vlastníci některých obcí na Vyškovsku či Bučovsku.

## Náboženství
Tradičně se hlásili ke katolické církvi, v 16. století se přikláněli k reformaci. Pobělohorská rekatolizace rod natolik zdecimovala, že už se nevzpamatoval.

## Erb
Původním erbem rodu byly tři červené pruhy, zřejmě vodorovné, na stříbrném či bílém podkladu. Počet pruhů se v průběhu historie různí. Je podobný erbu Budovců, s nimiž snad Doupovce pojil příbuzenský vztah.

## Příbuzenstvo
Spojili se s Černíny, Dohalskými, Vratislavy z Mitrovic a dalšími rody.